# 温泉地区

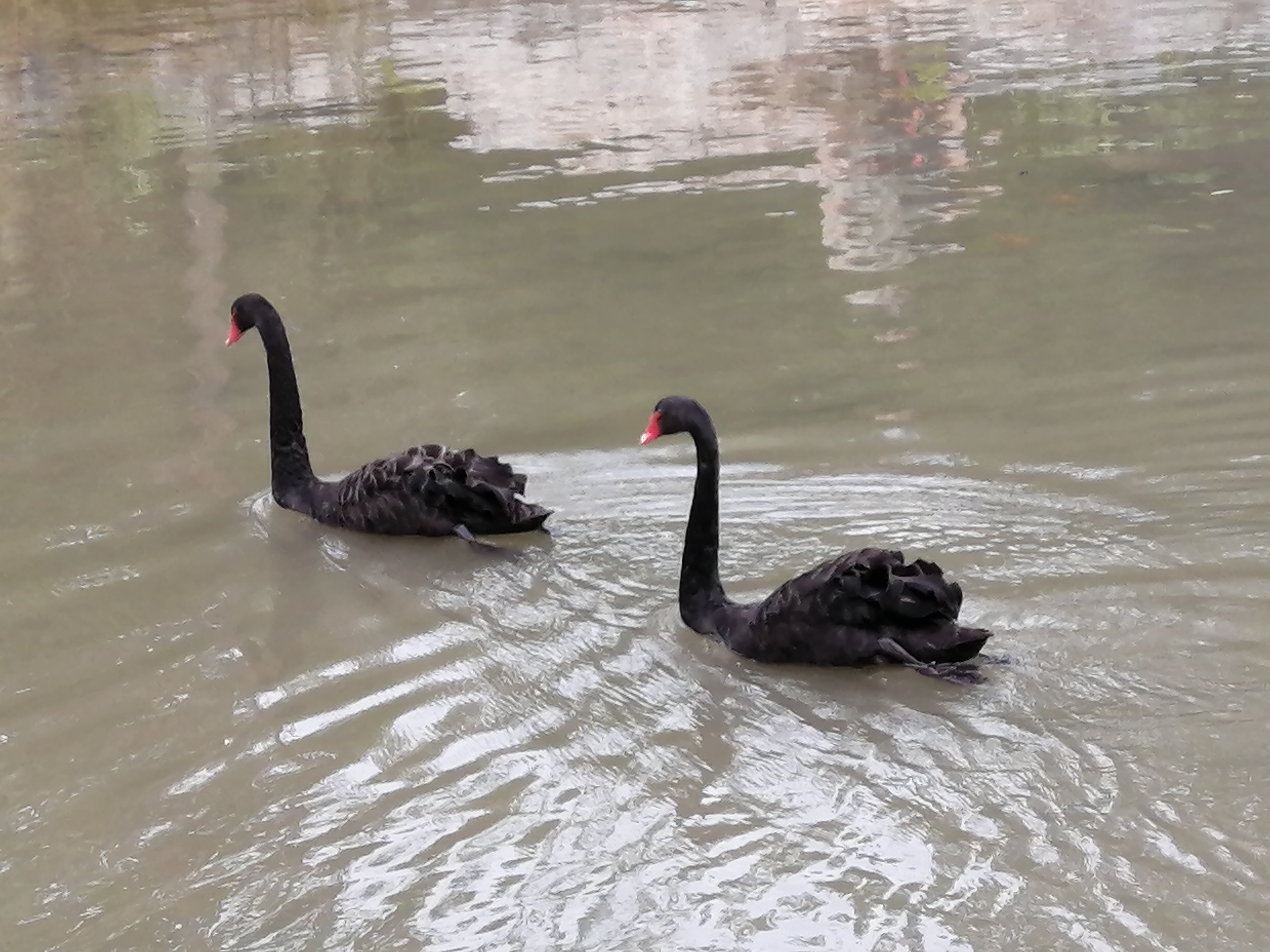
中关村环保科技示范园內的齐物潭公园

温泉地区是中华人民共和国北京市海淀区下辖的一个地区办事处，同时保留温泉镇名称，其行政事务机构实行“一套人马，两块牌子”的体制，地区办事处与镇政府合署办公，2011年挂温泉地区办事处牌。
2020年7月，全国爱卫会命名温泉镇为2017-2019周期国家卫生乡镇。

## 名称
温泉村曾称“石窝村”，1514年建“温泉堂”。《帝京景物略》记载温泉“山北十里，平畴良苗，温泉出焉。泉如汤未至沸时，甃而为池，以待浴者”。

## 行政区划
温泉地区下辖以下地区：
温泉社区、白家疃社区、太舟坞社区、航材院社区、三0四所社区、西颐社区、颐阳一区社区、颐阳二区社区、杨庄社区、秀山社区、高里掌村、辛庄村、温泉村、白家疃村、杨家庄村、太舟坞村和东埠头村。